# Baalshamin

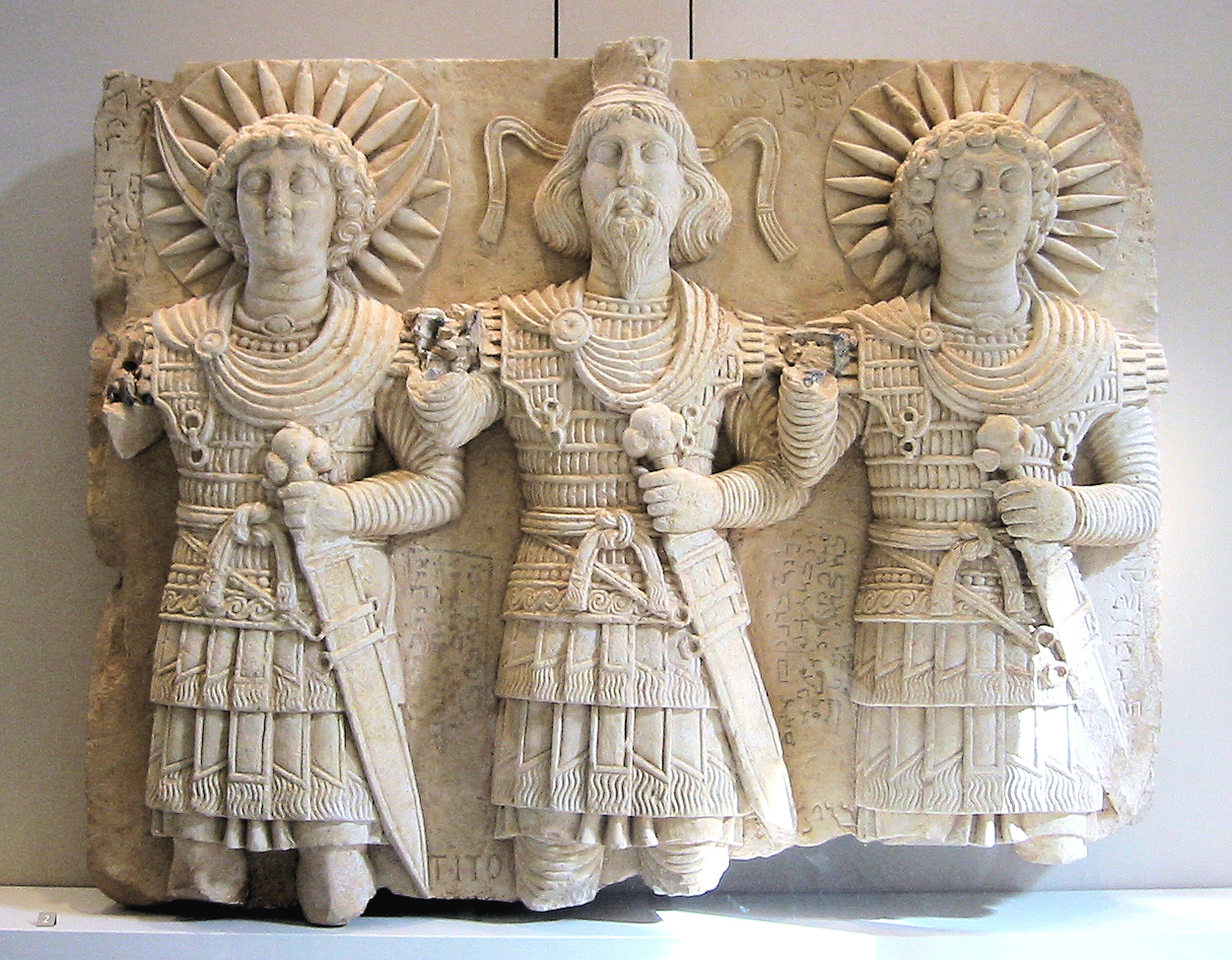
Aglibol, Baalshamin (mitten), och Malakbel (statyer funna nära Palmyra, Syrien)

Baalshamin eller  Ba'al Šamem är en semitisk gud och en titel som användes för olika gudar under olika tider och platser i antika Mellanöstern inskriptioner speciellt i Kanaan och nutida Syrien. 
Många statyer och andra dokument om Baalshamin förstördes efter att IS-krigare sprängde Templet Baalshamin i Palmyra i augusti 2015.